# One Shot
One Shot is een nummer van de Britse band Tin Machine, uitgebracht als het tweede nummer op hun tweede en laatste album Tin Machine II. Aan het eind van 1991 werd het nummer uitgebracht als de derde en laatste single van het album, waarmee het gelijk ook de laatste single was van de band.

## Tracklijst
Cd-versie (Europa)
1. "One Shot" (David Bowie/Reeves Gabrels) - 4:02
2. "Hammerhead" (Bowie/Hunt Sales) - 3:15

Cd-versie (Verenigde Staten)
1. "One Shot" (Bowie/Gabrels) - 4:02

## Muzikanten
- David Bowie: leadzang, gitaar
- Reeves Gabrels: leadgitaar
- Hunt Sales: drums, achtergrondzang
- Tony Sales: basgitaar, achtergrondzang
- Kevin Armstrong: slaggitaar